# Marojejya insignis
Marojejya insignis är en enhjärtbladig växtart som beskrevs av Jean-Henri Humbert. Marojejya insignis ingår i släktet Marojejya och familjen Arecaceae. IUCN kategoriserar arten globalt som livskraftig. Inga underarter finns listade i Catalogue of Life.